# Cantiere navale Cerusa
Il cantiere navale Cerusa è stato uno stabilimento di costruzioni navali impiantato a Voltri nel 1917, presso la foce del torrente Cerusa, dall'imprenditore Tito Campanella.
Tra il 1939 e il 1940 il cantiere navale è passato sotto il controllo della Ansaldo con il nome di cantiere Cerusa.
Con la gestione Ansaldo gli scali vennero sostituiti da altri impianti e vennero aggiunte nuove lavorazioni verso ponente, fino a raggiungere la lunghezza di 300 metri di fronte
sul mare.
Nel corso della seconda guerra mondiale nello stabilimento furono costruite per la Regia Marina quattro corvette della Classe Gabbiano, tra cui l'unità capoclasse.
| Distintivo ottico       | Nome        | Impostazione      | Varo             | Consegna         | Note                         |
| ----------------------- | ----------- | ----------------- | ---------------- | ---------------- | ---------------------------- |
| C 11, poi GB, poi F 571 | Gabbiano    | 14 gennaio 1942   | 23 giugno 1942   | 3 ottobre 1942   | radiata il 1 novembre 1971   |
| C 12                    | Procellaria | 14 gennaio 1942   | 4 settembre 1942 | 29 novembre 1942 | Affondata il 31 gennaio 1943 |
| C 13, poi CO, poi F 575 | Cormorano   | 14 gennaio 1942   | 17 novembre 1942 | 6 marzo 1943     | Radiata il 1 novembre 1971   |
| C 14, poi PO, poi F 574 | Pellicano   | 15 settembre 1942 | 20 febbraio 1943 | 15 maggio 1943   | Radiata il 1 luglio 1969     |

Nel dopoguerra il cantiere venne dismesso e lo stabilimento orientato verso la carpenteria metallica, ma anche questa attività venne dismessa nel 1962 restando in uno stato di abbandono sino agli anni ottanta, quando, in seguito ad una ristrutturazione, gli spazi vennero adibiti a utilizzi sociali e sportivi.